# Gare de Sedan
La gare de Sedan est une gare ferroviaire française de la ligne de Mohon à Thionville située dans le quartier de Torcy de la ville de Sedan dans le département des Ardennes, en région Grand Est.
C'est une gare voyageurs de la Société nationale des chemins de fer français (SNCF) desservie par le TGV et par des trains TER Grand Est.

## Situation ferroviaire
Établie à 157 mètres d'altitude, la gare de Sedan est située au point kilométrique (PK) 158,515 de la ligne de Mohon à Thionville, entre les gares ouvertes de Donchery et de Carignan. 

## Histoire
En 1839, un projet envisage la construction de deux lignes de chemin de fer au départ de Sedan , l'une vers la Belgique via Charleville, Rimogne et Rocroi, l'autre vers le Lorraine. Mais, sous l'impulsion de Laurent Cunin-Gridaine, alors ministre du Commerce et de l'Agriculture, pourtant né à Sedan, un autre projet est retenu reliant Paris à Reims, puis filant de Reims vers Rethel et Mézières. Seul le tronçon de Paris à Reims est réalisé. Un embranchement est envisagé de Reims vers Sedan, mais ne se fait pas. L'abandon du projet initial va peser sur l'évolution économique du pays sedanais. Durant le Second Empire, une voie de chemin de fer est créée de Reims à Charleville (reliée pour la première fois en septembre 1858), puis de Charleville à Donchery (en décembre 1858), et finalement jusqu'à Sedan (en juin 1859). Paris-Sedan se fait en six heures cinq. La station d'arrivée à Sedan n'est alors qu'une gare provisoire, construite en bois, à Torcy, en dehors des remparts sedanais (la ville étant encore ceinturée de remparts). La ligne est prolongée les années suivantes jusque Carignan puis Mouzon. 
Les remparts sont détruits entre 1877 et 1884. Le 3 octobre 1879, le conseil municipal de Sedan décide de l'emplacement de la gare définitive de Sedan, sur un emplacement en lieu et place de l'ancienne porte de Wadelincourt. L'architecte de ce projet est M. Hénon. Les travaux se terminent le 7 janvier 1884. Ce jour-là, la municipalité prend place dans un convoi spécial pour un trajet assez court, qui va de l'ancienne gare à la nouvelle gare. Le 11 janvier 1884, le premier train en provenance de Paris fait son entrée dans la nouvelle gare de Sedan,,. Le nouveau bâtiment, de style néoclassique, est d'aspect imposant et richement décoré. 
Dans les années suivantes, la ville de Sedan est également reliée à Verdun par Pont-Maugis et, en 1910, à Bouillon par une ligne secondaire empruntant la vallée de la Givonne (ligne supprimée en 1933).
Avant de quitter les Ardennes en novembre 1918, les Allemands font sauter le pavillon central de la gare. Seules les ailes latérales restent intactes. Il est reconstruit après la guerre. 
La gare de Sedan est réaménagée en 2007. Elle est équipée de nouvelles technologies (caméras, écrans plats...) et dotée d'un souterrain avec ascenseur. La gare possède plusieurs services comme un Relay (presse) et prochainement[Quand ?] un restaurant sur le quai no 1. Des bornes TER y sont installées ainsi que des distributeurs et un Photomaton.

## Fréquentation
Selon les estimations de la SNCF, la fréquentation annuelle de la gare figure dans le tableau ci-dessous.
| Annéé                      | 2015    | 2016    | 2017    | 2018    | 2019    | 2020    | 2021    | 2022    | 2023    | 2024    |
| -------------------------- | ------- | ------- | ------- | ------- | ------- | ------- | ------- | ------- | ------- | ------- |
| Voyageurs                  | 327 997 | 310 422 | 304 460 | 265 254 | 281 671 | 208 443 | 261 514 | 358 878 | 466 520 | 462 646 |
| Voyageurs et non voyageurs | 409 997 | 388 028 | 380 575 | 331 568 | 352 088 | 260 553 | 326 893 | 448 598 | 583 160 | 578 307 |

## Service des voyageurs

### Accueil
Gare SNCF, elle dispose d'un bâtiment voyageurs, avec guichet, ouvert tous les jours. Elle est notamment équipée, d'automates pour l'achat de titres de transport, d'une salle d'attente et d'un quai couvert.
La gare possède plusieurs services comme un Relay (presse) et prochainement[Quand ?] un restaurant sur le quai no 1. Des bornes TER y sont installées ainsi que des distributeurs et un Photomaton.

### Desserte
Sedan est desservie par des TGV inOui en provenance ou à destination de Paris-Est (via notamment la LGV Est européenne, Reims et Charleville-Mézières, où ils effectuent un rebroussement), et des trains régionaux du réseau TER Grand Est (lignes de Reims à Metz-Ville et de Charleville-Mézières à Longwy[Passage à actualiser]).

### Intermodalité
Un parc pour les vélos et un parking pour les véhicules y sont installés. Elle est desservie par les transports en commun routiers : des bus urbains du réseau SedanBus (lignes : A, A1 et B) ; des cars RDTA (lignes : 1, 2, 7, 11, 14, 16 et 24) ; des cars MEUNIER (ligne au fil de la Meuse) ainsi que des autocars TER Grand Est (ligne de Sedan à La Ferté-sur-Chiers).

## Patrimoine ferroviaire

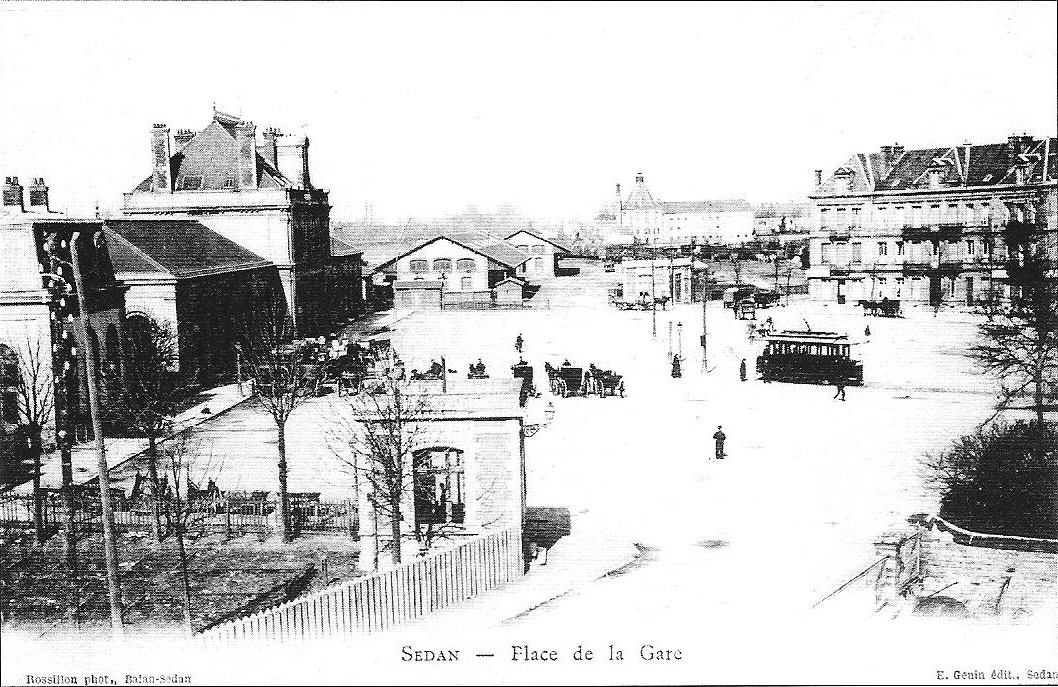
La gare avant 1914.

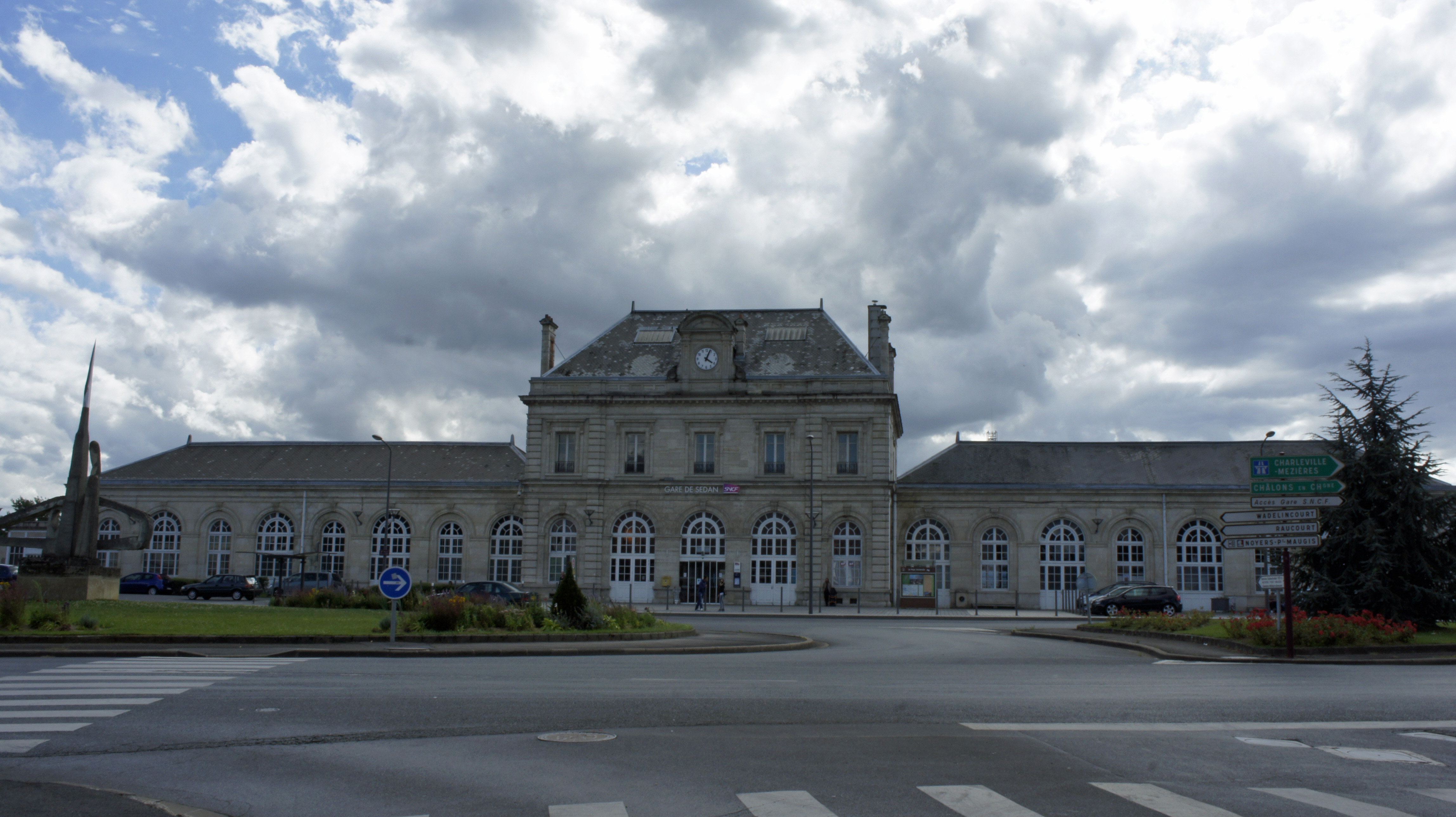
Le bâtiment dans sa configuration d'après-guerre.

Le bâtiment voyageurs, construit en 1884 est de style néoclassique.
Il est constitué d'un pavillon central à étage de cinq travées flanqué de deux ailes symétriques de huit travées, sans étage ; la façade est en pierre de taille.
Les percements du rez-de-chaussée recourent tous à l'arc en plein cintre et sont de dimensions variables avec une alternance d'arcs larges et étroits sur les ailes latérales. L'étage possède des fenêtres rectangulaires surmontées d'entablements. La toiture de l'ensemble est à deux croupes et l’horloge de la gare est disposée au centre en surplomb de la corniche.
Après la Première Guerre mondiale, le pavillon central, dont rien ne subsistait, a été reconstruit à l'identique avec cependant quelques détails différents :
- Le nouveau corps central est plus profond que l'ancien, d'où un décrochement plus important côté rue ;
- Les toitures des ailes ont deux croupes au lieu d'une seule ;
- La façade du corps central voit ses six pilastres cannelés remplacés par quatre pilastres à refends et les trois travées centrales ne sont plus séparées par des pilastres ;
- Les deux travées extrêmes du corps central sont plus avancées côté rue, que le reste de la façade ;
- La corniche du corps central ainsi que l'encadrement de l’horloge ont un aspect différent ;
- En revanche, un grand nombre de détails tels que les cheminées et la forme des baies ont été reproduits à l'identique.